# 代朝霞
代朝霞（1971年—），湖南武冈人，汉族，中华人民共和国政治人物、第十一届全国人民代表大会湖南地区代表。
毕业于湖南文理学院机电一体化专业。担任常德纺织机械有限公司冲二车间弹簧班工人。2008年起担任全国人大代表。